# Plainfield (Ohio)
Plainfield – wieś w Stanach Zjednoczonych, w stanie Ohio, w hrabstwie Coshocton.